# Stanley B. Prusiner
Stanley Ben Prusiner, ameriški biokemik in akademik judovskega rodu, nobelovec, * 28. maj 1942, Des Moines, Iowa, Združene države Amerike.
Diplomiral je iz kemije na Univerzi Pensilvanije, kjer je kasneje pridobil tudi naziv doktorja medicine. Pripravništvo je opravil na Univerzi Kalifornije v San Franciscu (UCSF). Po tistem se je zaposlil na Nacionalnih inštitutih za zdravje, kjer je študiral encime pri bakterijah vrste E. coli. Po treh letih se je vrnil na UCSF, opravil še pripravništvo iz nevrologije in postal član tamkajšnjega oddelka za nevrologijo. Od takrat deluje kot redni ali izredni profesor na UCSF in Univerzi Kalifornije v Berkeleyju (UCB).
Najbolj je znan po tem, da je postavil hipotezo o vzrokih za govejo spongiformno encefalopatijo (t. i. »bolezen norih krav«) in njeno ustreznico pri človeku, Creutzfeldt–Jakobovo bolezen. Kot povzročitelja je izpostavil prione, razred napačno zvitih beljakovin, ki imajo sposobnost avtoreplikacije.
Za svoja odkritja na tem področju je leta 1997 prejel Nobelovo nagrado za fiziologijo ali medicino. Sprejet je bil tudi za člana več akademskih inštitucij, med njimi Nacionalne akademije znanosti ZDA, britanske Kraljeve družbe ter Srbske akademije znanosti in umetnosti.